# Pimoa binchuanensis
Pimoa binchuanensis es una especie de araña del género Pimoa, familia Pimoidae. Fue descrita científicamente por Zhang & Li en 2019.
Habita en China. El holotipo masculino mide 5,25 mm y el paratipo femenino 7,12 mm.